# Романченко, Дмитрий Юрьевич
Дми́трий Ю́рьевич Рома́нченко (укр. Дмитро Юрійович Романченко, позывной — Шаман; 28 сентября 1997, Чернигов — 9 сентября 2022, Спорное) — украинский военнослужащий, капитан, участник российско-украинской войны. Герой Украины (8 июля 2023, посмертно).

## Биография
Родился 28 сентября 1997 года в Чернигове в семье государственных служащих Юрия Аксентьевича и Елены Михайловны Романченко.
Успешно учился в ЗСШФМП № 12 Чернигова, с удовольствием изучал математику и физику. Занимался восточными боевыми искусствами: каратэ и тхэквондо. Получил чёрный пояс Всемирной федерации тхэквондо Kukkiwon.
После окончания школы планировал продолжить обучение в Киевском политехническом институте.
Неожиданно для родных изменил свои планы. Решил быть военным. Толчком стало событие, которое произошло в Севастополе во время аннексии Крыма. Курсанты Академии военно-морских сил имени С. Нахимова спели гимн Украины, когда над их заведением вместо украинского флага поднимали российский, отдали честь друг другу и отказались выходить на плац. Это проявление патриотизма определило дальнейшую судьбу Дмитрия как защитника Родины.
Родители поддержали решение сына. Он стал курсантом Одесской военной академии, факультет «Военной разведки и специального назначения».
Во время учёбы в качестве одного из лучших курсантов принимал участие в параде войск по случаю 25-й годовщины и 26-й годовщины независимости Украины в Киеве на улице Крещатик и майдане Незалежности, за что получил Благодарности Министра обороны Украины и Командующего Сухопутными войсками ВСУ.
Проходил обучающую практику на базе 54-й отдельной механизированной бригады, в которой продолжил военную службу после окончания Академии.
В июне 2019 года выпускнику Военной академии Романченко Дмитрию присвоено воинское звание «лейтенант» и назначен на должность командира разведывательного взвода разведывательной роты 54 ОМБР ОК «ВОСТОК» Сухопутных войск Вооружённых сил Украины (город Бахмут Донецкой области).
В июле 2019 года молодой офицер стал на защиту украинской земли в зоне ООС. Вместе со своими подчиненными участвовал в боях в районах населенных пунктов Золотое Луганской области и Авдеевка Донецкой области.
Начало полномасштабного вторжения в феврале 2022 года застало старшего лейтенанта Романченко на боевых позициях в зоне ООС возле населенного пункта Марьинка Донецкой области. С первых дней, когда стало понятно основное направление удара российских войск, разведывательная группа «ШАМАН» под руководством и непосредственным участием Дмитрия успешно действовала в районах населенных пунктов Новотроицкое, Владимировка, Павловка, Валерьяновка, Волноваха, Ольгинка, Сладкое, Новомихайловка, Красногоровка и Марьинка.
9 сентября 2022 года возле поселка Спорное в Донецкой области,, во время боя капитан Романченко получил ранение несовместимое с жизнью.
28 сентября 2022 года, когда бойцу исполнилось 25 лет, в последний путь бойца провели родные, близкие, друзья, собратья, горожане. Заупокойная панихида состоялась в Екатерининской церкви. Место захоронения — кладбище «Яцево». Квартал, где похоронены погибшие воины АТО и ООС из Чернигова.

## Награды
- Звание «Герой Украины» с удостоением ордена «Золотая Звезда» (8 июля 2023, посмертно) — за личное мужество и героизм, проявленные в защите государственного суверенитета и территориальной целостности Украины, верность военной присяге[1].
- Орден «За мужество» III степени (14 апреля 2022) — за личное мужество и самоотверженные действия, проявленные в защите государственного суверенитета и территориальной целостности Украины, верность военной присяге.